# ジョン・カボット

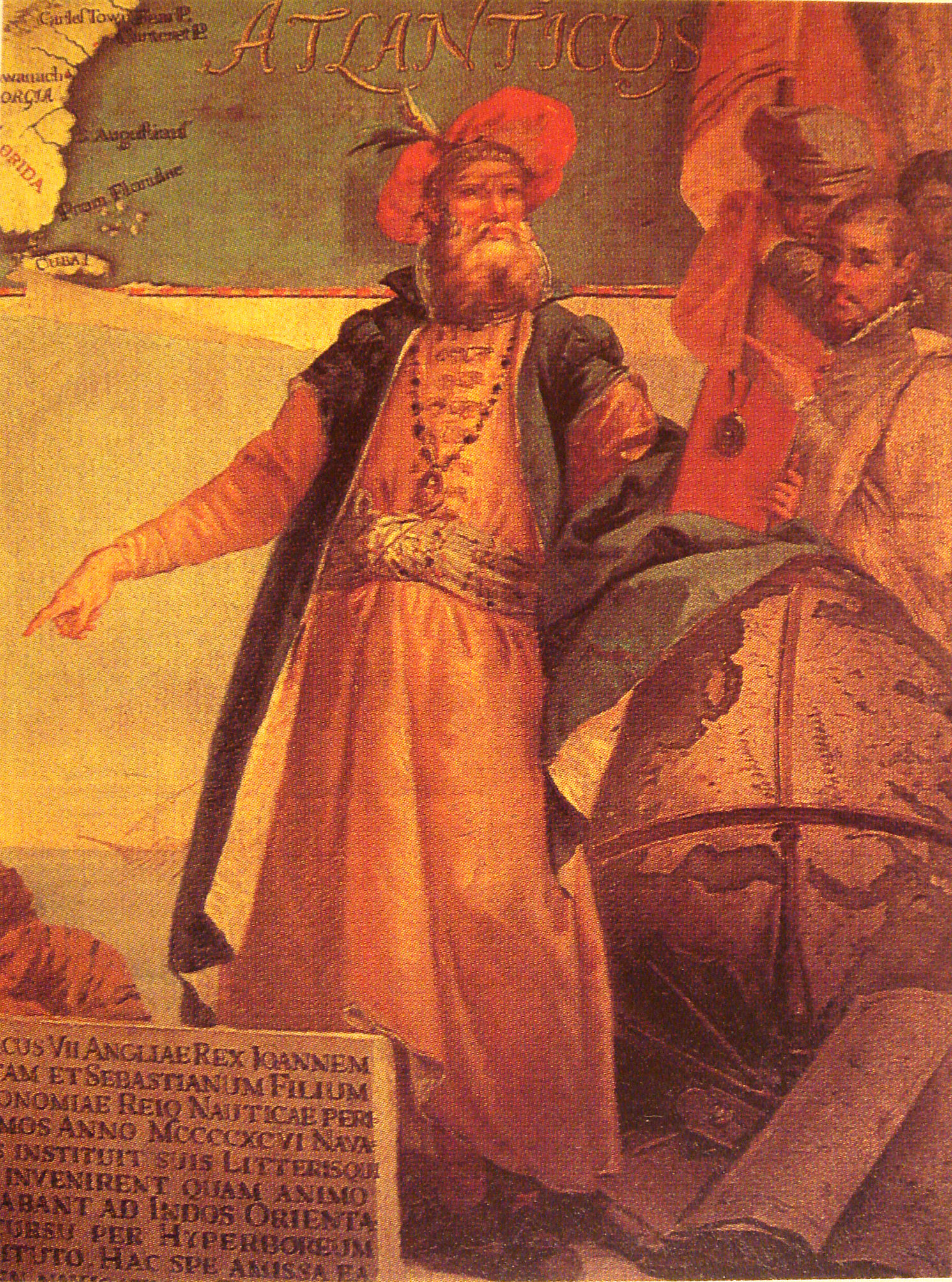
ジョン・カボット

ジョン・カボット（英: John Cabot, 1450年頃 - 1498年）は、イタリア生まれの航海者。カトリック教徒。北アメリカ大陸の発見者として知られる。名はイタリア語ではジョヴァンニ・カボート（Giovanni Caboto）となる。
コロンブスと同じジェノヴァに生まれ、前半生はヴェネツィアで活動し1484年にイングランドへ移住した。1496年に国王ヘンリー7世の特許状を受けて、ブリストルを出航したものの失敗。翌年、息子のセバスチャン・カボットを伴って再び船団を率い、ヴァイキングの航路を辿ってカナダ東南岸のケープ・ブレトン島に到達し、ニューファンドランド島やラブラドル半島を発見するなどの成果を挙げて帰国した。1498年にも探検隊を組織し、グリーンランド東西沿岸の調査航海を行ったものの船員の叛乱によって南下を余儀なくされ、その途上で没した。この2度目の航海でデラウェアとチェサピーク湾を発見したことは、イングランドがフロリダ以北の北米大陸の所有権を主張する根拠となった。
インディペンデンス級航空母艦の1隻である「カボット」は、彼にちなんで命名された。